# 何思源

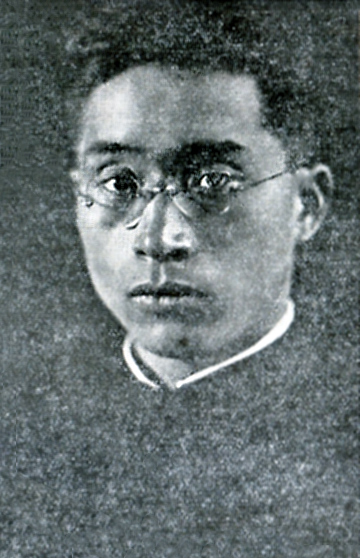
何思源（《中国名人录》第四版，1931年）

何思源（1896年7月30日—1982年4月28日），字仙槎，山东菏泽人。中華民國、中華人民共和国政治人物，曾任北平市市長。

## 生平

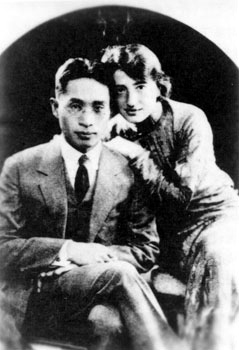
何思源与法国夫人何宜文

何思源早年毕业于北京大学，1919年官费留学美国，后辗转留学德国、法国，在巴黎大学留学时结识出生于波尔多的宜文妮·詹姆斯。1926年何思源回国任广州中山大学经济学教授兼图书馆馆长、经济系主任、法学院主任、政治训育部副主任。1927年任国民革命军军事委员会政治部副主任，1928年任山东教育厅长并和宜文妮·詹姆斯（中文名何宜文）结婚，1938年兼任鲁北行署主任，1942年任山东民政厅长，1945年任山东省政府主席兼国民党省党部主任委员，1946年11月调任北平市市长。1947年7月19日，國民政府派何思源為國民大會代表立法院立法委員北平市選舉事務所主任委員。:8385-83861949年1月被华北七省市参议会推选为和平谈判首席代表，军统特务段雲鵬为阻止北平和平解放，在他于北京市锡拉胡同的家中安置炸弹，1949年1月17日深夜爆炸，将其次女何鲁美炸死，炸伤5人，但他仍然带伤和谈判代表一同与解放军平津前线司令部代表谈判。
中华人民共和国成立后，他历任第二、三、四届全国政协委员，民革中央委员。
1982年4月28日，他在北京逝世。享年87岁。

## 家庭

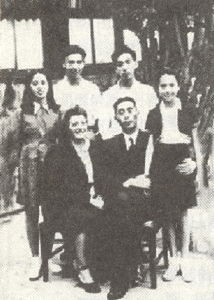
1947年何思源全家福：后排左为何鲁丽，右为何鲁美

女：何鲁丽，前任中国国民党革命委员会（民革）中央主席。历任中国人民政治协商会议第八届全国委员会副主席（1996年增选），第九、十届全国人民代表大会常务委员会副委员长。
女：何鲁美，于北平和平解放前夕被军统特务炸死。

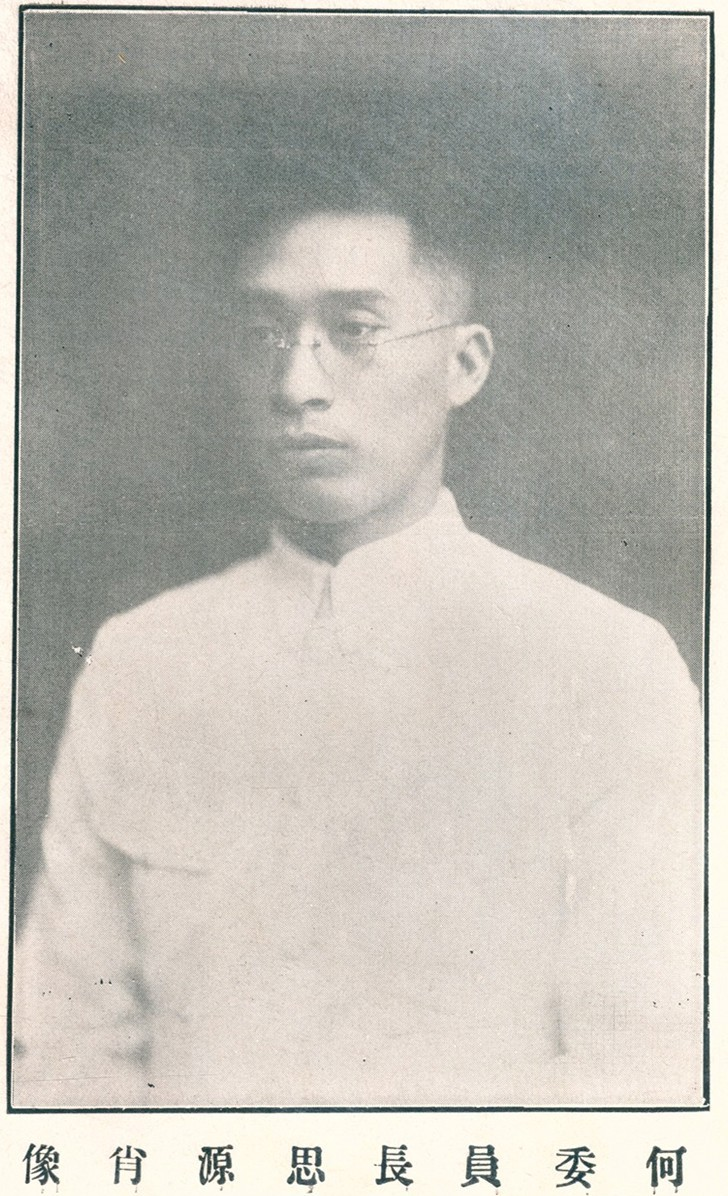
民國二十三年